# 저산소증 유도인자
저산소증 유도인자(低酸素症誘導因子, 영어: hypoxia-inducible factor, HIF)는 세포에 대한 산소 공급이 부족 상태에 빠진 경우에 유도되는 단백질이며 전사 인자로 기능을한다.

## 발견
HIF 전사 복합체는 1995년, Gregg L. Semenza와 박사 후 연구원 Guang Wang에 의해 발견되었다. 2016년에, William kaaelin Jr, Peter J. Ratcliffe와 Gregg L. Semenza는 산소의 감지에서 HIF-1이 하는 역할과 저산소 환경에서의 생존에서 HIF-1이 하는 역할을 규명한 공로로 the Lasker Award를 수상하였다. 2019년에 이들 3명은 산소 공급량에 대해 세포적으로 감지하고 적응하는 방법을 규명한 공로로 노벨 생리학·의학상을 수상하였다.

## 구조
전부는 아닐지라도 대부분의 산소 호흡 생물은 고도로 보존된 전사 복합체 HIF-1을 발현하는데, 이는 알파와 베타 서브 유닛으로 구성된 이형 복합체이고, 베타 서브 유닛은 아릴 탄화수소 핵 전위체로 구성된다. HIF-1은 전사 인자 중 기본 나선-고리-나선에서 PER-ARNT-SIM에 속한다. 알파와 베타 서브유닛은 구조적으로 비슷하다.

## 구성
| 구성   | 유전자 | 단백질                 |
| ------ | ------ | ---------------------- |
| HIF-1α | HIF1A  | HIF-1, 알파 서브유닛   |
| HIF-1β | ARNT   | ARNT                   |
| HIF-2α | EPAS1  | 내피 PAS 영역 단백질–1 |
| HIF-2β | ARNT2  | ARNT 2                 |
| HIF-3α | HIF3A  | HIF-3 알파 서브유닛    |
| HIF-3β | ARNT3  | ARNT 3                 |

## 기능
조혈 줄기세포에서의 HIFα 발현은 한 생물체의 생활 사이클에서 오랜 시간 동안 줄기 세포의 잠재성을 보존하기 위해 낮은 산소 비율에서 대사학적으로 유지되는 줄기세포의 정지 본능으로 설명된다.
HIF 신호가 세포에서 저산소 환경의 영향, 낮은 산소 농도를 조정한다. 저산소 환경은 종종 차별화로부터 보존한다. 그러나, 저산소 환경은 혈관의 형성을 촉진하고, 배아와 종양에서 혈관계의 형성에 중요하다. 상처에서 저산소 환경은 또한 각질 세포의 이동과 상피 세포의 회복을 촉진한다.
일반적으로, HIF는 발달에 필수적이다. 포유동물에서, HIF-1 유전자를 제거하면 분만 상태에서 죽음에 이르게 된다. HIF-1은 연골 세포의 생존에 필수적인 것으로 보이는데, 뼈의 판의 생존을 통해 세포가 저산소 상태에 적응하게 한다. HIF는 사람의 물질대사 규칙에서 중심 역할을 한다.

## 복구 및 재생
보통의 상황에서 부상을 입은 후, HIF-1α는 프롤린 하이드록실화 효소에의 해 줄어든다. 2018년 6월에, 과학자들은 재생 반응을 할 수 있는 포유류에서 PHD 억제제가 결실되거나 피해를 입은 조직을 재생하면서 HIF-1α의 조절이 지속되는 것을 발견했다. 그리고 계속된 HIF-1α의 규제가 이전의 결실된 조직에서 재생 반응을 보이던 포유류들에서 흉터 반응을 동반한 치유를 일으킨다는 것도 발견하였다. HIF-1α의 조절 작용은 포유동물의 재생을 조절하는 핵심 작용일 수 있다.

## 의학적 목표

### 빈혈
최근에, HIF 프롤린 하이드록실화효소 저해제에 선택적으로 작용하는 몇몇 약물은 발전해왔다. 가장 눈에 띄는 화합물은 Roxadustat, Roxadustat, Daprodustat, Desidustat, Molidustat인데, 모두 빈혈의 치료를 위해 경구 섭취하는 것을 목적으로 한다. 이 부류에서 다른 중요한 화합물은MK-8617, YC-1, IOX-2, 2-methoxyestradiol, GN-44028, AKB-4924, Bay 87-2243, FG-2216, FG-4497를 포함하는데, 이것들은 연구에만 쓰이고 사람의 의약품 목적으로는 개발되지 않았다. 프롤린 하이드록실화효소 저해를 통해, 신장에서의 HIF-2α의 안정성이 높아지는데, 이는 에리트로포이에틴의 내생성을 일으킨다. 두 파이브로겐 화합물 모두 ２단계 임상시험까지 진행되었지만, 이것들은 그것들은 2007년 5월 극발성 간염 때문에 FG-2216을 복용한 공판 참여자의 죽음으로 일시적으로 중단되었다. 그러나 그의 죽음이 확실히 FG-2236의 복용에 의한 것인지는 확실하지 않다. FG-4592의 추가 실험의 보류는 2008년에 진행되었고, 그 후 FDA는 파이브로겐에 대한 철저한 대응을 검토하고 승인했다. Roxadustat, vadadustat, daprodustat, molidustat는 모두 신장성 빈혈의 치료를 위한 3단계 임상시험까지 진행되었다．

### 염증과 암
다른 예상들과 위에서 설명한 치료법과는 달리, 최근의 연구는 정상 산소 상태에서의 HIF의 도입이 만성 염증 성분이 있는 질병 환경에서 심각한 결과를 일으킬 수 있음을 시사한다. 만성 염증이 자급자족하고, 이상 활동을 보이는 번역 인자에 의해 미세 환경을 변형한다는 것 또한 보였다. 그 결과, 성장인자, 케모카인, 사이토카인, ROS 균형에서의 변형이 세포적 환경에서 암의 새로운 발달과 전이에 필요한 성장과 생존의 축을 제공한다. 그러므로, NF-와 HIF, 두 중요한 핵심 번역 인자 사이의 상호작용에 대한 이해는 약물 발달의 과정을 크게 향상시킬 것으로 생각된다.
HIF 활동은 암과 종양의 성장에 필요한 혈관의 형성 또한 포함한다. 그래서 phenethyl isothiocyanate같은 HIF 방해 인자와 Acriflavine은 (2006년 이래로) 항암 효과에 대해 연구되고 있다.

### 신경학
쥐에게 수행된 연구는 HIF 프롤린 하이드록실화 저해 효소를 이용한 안정된 HIF가 에리트로포이에틴 효과를 증가시키는 것과 마찬가지로 해마의 기억력을 신장시킬 수 있음을 시사한다. ML-228과 같은 HIF 경로 활성화 효소가 신경 보호 효과를 가질 것으로 보이며, 뇌졸중과 척수 손상의 잠재적인 대안으로써 주목된다.